# Ivan Ivanovič Krasko
Ivan Ivanovič Krasko in russo Иван Иванович Краско? (Vartemyagi, 23 settembre 1930 – San Pietroburgo, 9 agosto 2025) è stato un attore russo. Nel 1992 venne insignito del titolo di Artista del popolo della Federazione Russa.

## Biografia
Nato nell'Oblast' di Leningrado, Krasko studiò all'Istituto d'Arte teatrale di Leningrado, in cui si diplomò nel 1961. Nel 1965 divenne membro della compagnia teatrale di Komissarzhevskaya.
Nella sua lunga carriera recitò con attori come Elena Safonova e Pëtr Šelochonov. Nel 2009 scrisse un libro intitolato "Il mio miglior amico Pëtr Šelochonov" dove narrò il suo rapporto umano e professionale con Šelochonov.

## Vita privata
Ivan Krasko si sposò quattro volte. La prima moglie fu Ekaterina Ivanova con la quale fu sposato dal 1951 al 1955 e con la quale ebbe una figlia, Galina. La seconda fu Kira Petrova con la quale ebbe un figlio, Andrej Krasko, divenuto attore e una figlia, Julia Svekrovskaya-Krasko. Questo matrimonio durò dal 1956 al 1997. La terza moglie fu Natalia Vyal con la quale ebbe due figli, Ivan e Fëdor e con cui fu sposato dal 2001 al 2011. Nel 2015 sposò la studentessa ventiquatrenne Natalia Shevel, dalla quale poi divorziò nel 2018.

## Filmografia parziale
- Правда лейтенанта Климова (1981)
- Skazočnoe putešestvie mistera Bil'bo Begginsa, Chobbita, regia di Vladimir Latyšev (1985)
- Возвращение «Броненосца», regia di Gennadi Poloka (1996)
- Taras Bulba, regia di Vladimir Bortko (2009)